# 天雲谷
23°35′38.10″N 120°45′37.35″E / 23.5939167°N 120.7603750°E
天雲谷位於台灣嘉義縣阿里山鄉豐山村東北方上游溪谷，為豐山風景區新興的旅遊景點。

## 簡介
天雲谷屬石鼓盤溪支流咬人貓溪上游。因瀑布高懸在山谷岩壁間，就像是雲霧懸掛於山巔，故名為天雲谷。天雲谷瀑布大約可分為五段，總落差約220公尺。其中又以落差最大、由陡峭岩壁上落下的頂層瀑布最為壯觀。雨季時瀑布水量充沛，氣勢磅礡，十分壯觀。旱季時雖不見磅礡氣勢的瀑布，但雄偉壯闊的岩壁，也別有一番氣象。
阿里山國家風景區管理處於豐山國小旁新建完成全長約1.7公里的天雲谷步道。步道林相原始，蝶相豐富，因保留整片臺灣紅櫸木而聞名，沿途景色清幽，屬大眾皆宜的健行步道。不過步道沿途樹叢密集，蚊子不少，當地村民戲稱「捐血步道」，若是下午來訪，宜做好防蚊措施。步道終點即為天雲谷，建有觀景休憩區，有涼亭、廁所及小型停車場等設施。

## 周邊地景
- 天雲谷為豐山新興的旅遊景點，阿里山國家風景區建有步道可前往，豐山附近有民宿可提供食宿。豐山地景豐富，如石盤谷瀑布群、蛟龍大瀑布、花崗水上青、梅花嶺、蛇樹下蛋、仙樹抱石、大點雨瀑布、千人洞、仙夢園、石夢谷等傳統的豐山十景，另有同樣為新興景點的水漾森林，遊客可依自己喜愛的的幾條旅遊路線走訪。

## 交通資訊
- 自行開車：
  - 1.由國道3號南下，下竹山交流道後右轉台3線集山路一段接大明路，至自強路口右轉延149線至鯉南，依路標指示循149乙線接149甲線經草嶺至全仔社橋路口，左轉社後坪至豐山聯絡道至豐山。
  - 2.由國道3號北上，下中埔交流道後右轉台18線(阿里山公路)往石棹(約台18線49公里處)，左轉169線過奮起湖往太和方向前行，至149甲線路口，直行社後坪至豐山聯絡道抵豐山。

- 天雲谷可由豐山國小旁天雲谷步道進入，至瀑布下觀景台路程約1.7公里，時程約1.5小時。行車可由豐山往石夢谷方向，至宣帽石山碑(賀伯紀念石)左方，靠山側有一小路可直抵觀景休憩區。唯路幅狹窄，坡度甚大，需謹慎小心。

## 解
1. ↑  《台灣全覽百科地圖集》，戶外生活圖書，第三冊，第366頁
2. ↑  《兩萬五千分之一經建版地形圖（第三版）》、《通用版電子地圖（正射影像圖）》對照

## 外部連結
- 在YouTube上的天雲谷瀑布影音
- 在登山補給站上的天雲谷瀑布影像（页面存档备份，存于）